# کوه وایت کپ
کوه وایت کپ (به انگلیسی: White Cap Peak) یک کوه و منطقهٔ مسکونی در ایالات متحده آمریکا است که در آیداهو واقع شده‌است. کوه وایت کپ ۳٬۶۲۶٫۸۶ متر بالاتر از سطح دریا واقع شده‌است.